# Clara Albuquerque
Clara Albuquerque Melo Lima (Salvador, 18 de agosto de 1983) é uma jornalista esportiva brasileira.

## Carreira
Nascida em Salvador, capital do estado da Bahia, estudou Comunicação audiovisual na Universidade Federal da Bahia, onde escreveu o trabalho de conclusão de curso Guia de Futebol pára Mullheres - a linha da bola, que seria adaptado e editado em formato de livro. Isto lhe abriu as portas de várias mídias: iniciou-se profissionalmente no jornalismo desportivo como colunista no jornal Correio e como repórter na TV Bahia, Premiere e SporTV. Foi uma das primeiras mulheres a romper com a hegemonia masculina nos programas esportivos na televisão brasileira, e teve a oportunidade de dar visibilidade ao esporte feminino na secção Tudo às Claras. Também se manifestou a favor de que as mulheres ocupassem espaço não somente nos terrenos de jogo e na imprensa, mas também nas arquibancadas de futebol.
Em 2013, mudou-se para o Rio de Janeiro e passou a trabalhar no Esporte Interativo (atual TNT Sports Brasil), onde atuou como apresentadora e comentarista.
Em 2014, lançou seu segundo livro “Os Sem-Copa – Craques que encantaram o Brasil e nunca participaram de um Mundial” e, no ano seguinte, lançou "Os Dez Mais do Bahia".
Em janeiro de 2017, tornou-se correspondente do canal em Turim, cobrindo o dia a dia da Juventus FC e do futebol italiano. Em 2023 foi transferida para Paris, onde cobre o Paris Saint-Germain e o futebol francês.
Em julho de 2023, casou-se com Marcelo Bechler, que também é correspondente da TNT Brasil na Europa.

## Livros publicados
- A Linha da bola: Tudo o que as mulheres precisam saber sobre Futebol e os homens nunca souberam explicar!. [S.l.]: Gryphus. 2007. ISBN 978-85-60610-06-8
- Os Sem-Copa: craques que encantaram o Brasil e nunca participaram de um Mundial. [S.l.]: Maquinária. 2014. ISBN 978-85-62063-57-2
- Os dez mais do Bahia. [S.l.]: Maquinária. 2016. ISBN 978-8562063701

## Links externos
- Albuquerque, Clara. «Não é só futebol» (podcast). Spotify